# Visabeira
Visabeira ist eine global tätige portugiesische Beteiligungsgesellschaft aus Viseu.

## Geschichte
Das Unternehmen entstand 1980, als Dienstleistungsunternehmen der Telekommunikationsbranche, insbesondere für die CTT Correios de Portugal (heute Portugal Telecom). Die wachsende Wirtschaft Portugals und die Privatisierung zahlreicher Staatsbetriebe ermöglichten auch ein stetes Wachstum von Visabeira, die ihre Aktivitäten in der Folge auf die verschiedensten Infrastrukturbereiche ausweitete, insbesondere in den Bereichen Energie, Telekommunikation, und Kabelfernsehen. Das Unternehmen betätigte sich danach zunehmend auch als Beteiligungs- und Investmentgesellschaft und weitet seine Aktivitäten heute vor allem im Ausland aus, wo es sein hauptsächliches Unternehmenswachstum generiert.

## Struktur
Hauptaktionär der Grupo Visabeiara SGPS, S.A. ist Firmenmitbegründer Fernando Campos Nunes, mit 77,92 %. Es folgen die Caixa Geral de Depósitos mit 11,81 % und die Investmentgesellschaft der Außenhandelskammer AICEP mit 4,51 %.
Visabeira hat eigene Niederlassungen in neun Ländern (neben Portugal noch Angola, Brasilien, Bulgarien, Frankreich, Marokko, Mexiko, Mosambik, und Spanien) und ist in etwa 50 Ländern auf allen fünf Kontinenten geschäftlich aktiv. Insbesondere in Afrika erreichte Visabeira beträchtliches Wachstum. So beschäftigt sie allein in Angola über 1.000 Mitarbeiter, in den Bereichen Telekommunikation und Kabelfernsehen, aber auch Automobilimporte und -leasing, Forstwirtschaft u. a.
2009 übernahm Visabeira die Mehrheit (76,6 %) am Traditionsunternehmen Vista Alegre/Atlantis und stärkte damit ihren Bereich des produzierenden Gewerbes.
Unter der Holding Grupo Visabeiara SGPS, S.A. sind die folgenden fünf Sub-Holdings vereint:

### Visabeira Global
Insgesamt 32 Unternehmen, hauptsächlich Infrastrukturunternehmen, wie Viatel (99,29 %), Beiragás (23,52 %), TV Cabo Moçambique (50 %), TV Cabo Angola (50 %), Construcel Frankreich (95,99 %), Construcel Belgien (96,77 %), Construcel Dominikanische Republik (51 %), Gatel (Frankreich, 100 %), Televisa Maroc (80 %), Televisa Mosambik (50 %), Yetech (Mexiko, 50 %), u. a., vor allem in Angola und Mosambik.

### Visabeira Indústria
Insgesamt 13 Unternehmen, hauptsächlich Produzierendes Gewerbe, namentlich: Cerutil (100 %), Vista Alegre Atlantis (76,59 %, mit Vista Alegre), Bordalgest (55,97 %, inklusive 83,99 % von Bordallo Pinheiro), Ambitermo (50,99 %), Mob (97,78 %), Pinewells (56 %), Granbeira (98,75 %), Marmonte Moçambique (80 %), Agrovisa Moçambique (99,98 %), Celmoque Moçambique (70,38 %), Álamo Angola (95 %), Visaconstroi Angola (95 %).

### Visabeira Turismo
Hotels, Freizeitparks und Gastronomiebetriebe, namentlich: Montebelo (99,83 %, mit Doutibelo 20 % und Sem Amarras 20 %), Movida (94,17 %), Mundicor (100 %), Ródia (100 %), Turvisa Moçambique (95 %, mit Inhambane Moçambique 80 %).

### Visabeira Imobiliária
Im Immobilienbereich ist Visabeira mit vier Unternehmen tätig: Visabeira Imobiliária (100 %), Ifervisa (50 %), Figueira Paranova (38 %), Imovisa Moçambique (49 %).

### Visabeira Participações
Über sein Beteiligungs- und Investitionsunternehmen hält Visabeira Anteile an diesen Unternehmen und Fonds: Benetrónica (100 %), Iutel (50 %), Joafil (90 %), Parque Desportivo de Aveiro (54,57 %), Visabeira Pro Gestão (100 %), Visabeira Saúde (100 %, mit Porto Salus 39,97 % und HPP Viseu 35 %), Visabeira Est. e Invest. (100 %, mit Visabeira Investimentos Financeiros 100 % und Gevisar 30 %), Mercury Moçambique (95 %), Visabeira Moçambique (100 %, mit Autovisa 80 % und Imensis Moçambique 49 %), Visasecil Angola (70 %), Mercury Angola (99 %, mit Catari Angola 95 %), Visabeira Angola (99 %), Fundo Investimento Imobiliário Turístico II (0,24 %), Fundação Visabeira (9 %), Moçambique Seguros (4,5 %).